# Frontière entre le Dakota du Nord et le Montana

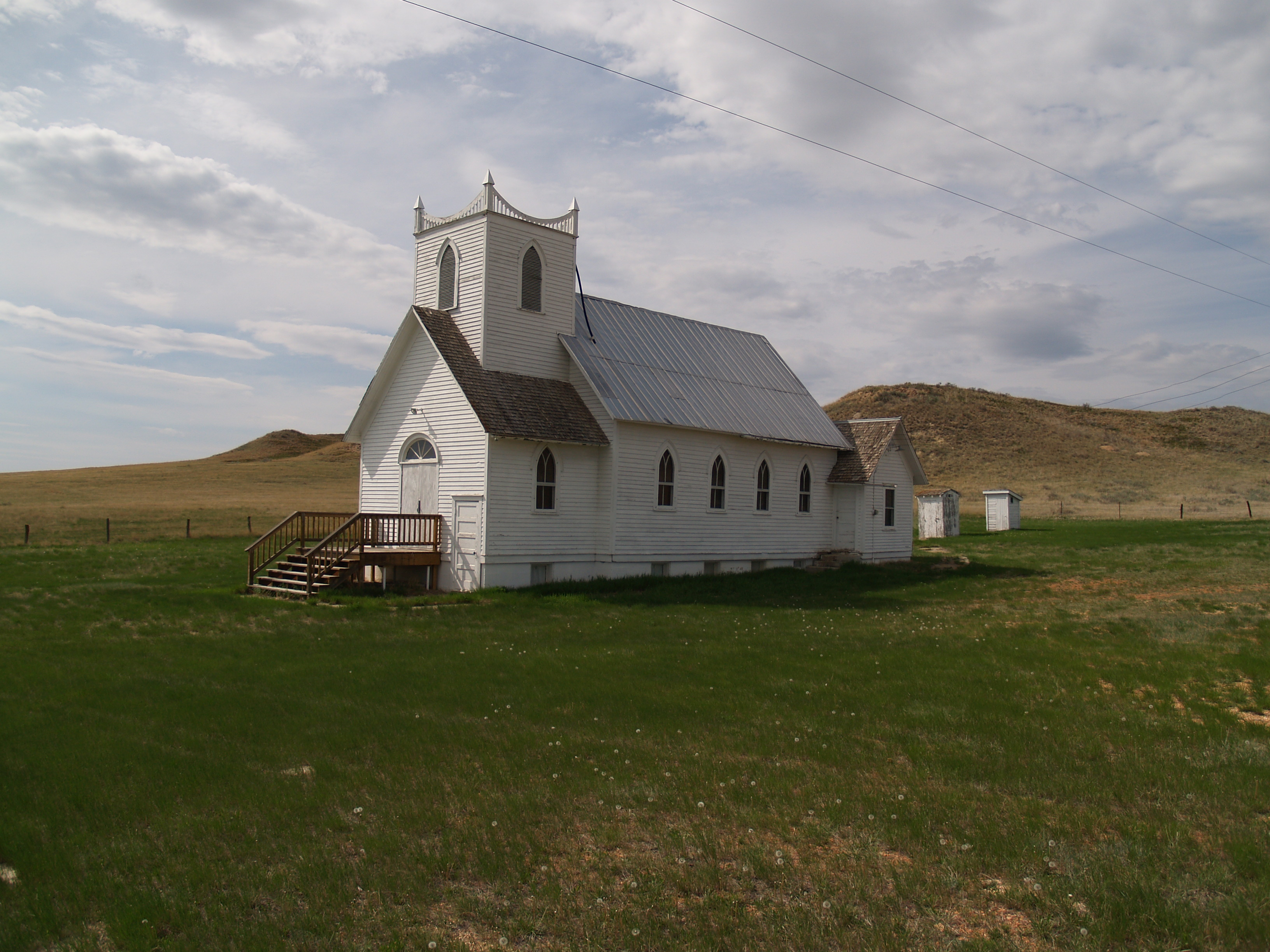
L'église de Skaar, village du Dakota du Nord, est située au-delà de la frontière avec le Montana.

La frontière entre le Montana et le Dakota du Nord est une frontière intérieure des États-Unis délimitant les territoires du Montana à l'ouest et Dakota du Nord à l'est.
Son tracé rectiligne sur une orientation nord-sud, qui suit le 104e méridien ouest depuis la frontière internationale américano-canadienne jusqu'à son intersection avec le 46e parallèle nord.